# Aicha Farih
Pour les articles homonymes, voir Farih.
 (mars 2018).
Aicha Farih (عائشة فريح) est une femme politique originaire de la ville de Casablanca, au Maroc.

## Carrière politique
Elle a été élue députée de la circonscription électorale nationale - Partie II[pas clair], lors des élections législatives marocaines de 2016 avec le Parti authenticité et modernité.
Elle fait partie de la Commission de l'enseignement, de la culture et de la communication.